# Limpertsberg
Limpertsberg (en luxemburguès: Lampertsbierg ) és un dels 24 barris de la ciutat de Luxemburg. El 2014 tenia 10.068 habitants. Està situat a la part nord-est de Ville Haute i al centre de la ciutat.

## Història
El Tractat de Londres va declarar el 1867 el Gran Ducat de Luxemburg permanentment neutral, la seva fortalesa va ser desmantellada parcialment, mentre les zones contigües a la vella ciutat van créixer. Limpertsberg només allotjava el Cementiri de Nôtre-Dame, construït el 1755 als afores de la ciutat i on es troba una versió de l'escultura d'El presoner polític realitzada per Lucien Wercollier.
A la fi del segle xix, Limpertsberg era un centre de conreu de roses i molts productors coneguts havien establert allà el seu viver, per exemple Soupert i Notting, Gemen i Bourg i els germans Jean i Évrard Ketten.
És un altiplà on el punt més alt és la plaça André, que es troba a 335 metres sobre el nivell de la mar, a 10 metres per sota el punt més alt de la ciutat de Luxemburg (345 m al barri de Cents).
Limpertsberg és una zona residencial. Seu de nombrosos bancs, diverses institucions educatives: Universitat de Luxemburg, Escola Waldorf de Luxemburg, Liceu de nois de Luxemburg, Liceu Robert Schuman, Liceu Vauban de Luxemburg, l'Escola Secundària Tècnica d'Arts i Oficis, Escola francesa de Luxemburg, el Saló de Victor Hugo (centre cultural) i el Gran Teatre de Luxemburg.
Cada any es porta a terme des de finals d'agost fins principis de setembre a la plaça Glacis la fira anual Schueberfouer.